# 睡地蜈蚣
睡地蜈蚣（閩南語：睏地蜈蚣）為彰化地方傳說，是指彰化縣的八卦山，因八卦山在彰化縣座落成東西向，以八卦山為首，直切下去是大肚溪。根據地理學與傳說，八卦山以前稱為「睡地蜈蚣」。

## 傳說
因為蜈蚣的右側是太陽升起的地方，蜈蚣怕曬到腳，因此把腳繞到到另一邊，所以左邊靠彰化的腳比較多，右邊的腳比較少，因此稱作「睡地蜈蚣穴」。以前的八卦山，因大肚溪的阻擋，蜈蚣的頭是轉在彰化市這邊，所以形成蜈蚣穴。據說因為蜈蚣穴的關係，在清領時期，彰化市出來的秀才、舉人最多，文學成就最高。且因為蜈蚣的轉向，且吐了珠，這蜈蚣珠就是吐在鹿港，所以鹿港才成為最早通商港口，因此而繁華。

## 外部連結
- 台灣民間文學館 （页面存档备份，存于）